# لیندا توماس گرینفیلد
لیندا توماس گرینفیلد (انگلیسی: Linda Thomas-Greenfield؛ زادهٔ ۲۲ نوامبر ۱۹۵۲) یک دیپلمات و سیاستمدار آمریکایی آفریقایی‌تبار است که در دورهٔ ریاست‌جمهوری جو بایدن تا ۲۰ ژانویه ۲۰۲۵، سی و یکمین سفیر ایالات متحده آمریکا در سازمان ملل متحد بود. او از سال ۲۰۱۳ تا ۲۰۱۷ به عنوان دستیار وزیر امور خارجه آمریکا در امور آفریقا خدمت کرد. توماس-گرینفیلد سپس در بخش خصوصی به عنوان معاون ارشد در گروه آلبرایت استونبریج، در واشنگتن دی سی کار کرد.